# Università di Parigi-Cartesio
L'Università di Parigi-Cartesio (in francese Université Paris-Descartes), o Paris V, era una delle principali università di Parigi. Nel 2019 è stata unita all'Università di Parigi-Diderot per formare l'Université Paris Cité.
Fondata nel 1971, è suddivisa in 10 facoltà o istituti:
- Istituto di psicologia
- Facoltà di scienze umane e sociali
- Facoltà di giurisprudenza e scienze economiche
- Facoltà di medicina
- Facoltà di chirurgia dentaria
- Facoltà di scienze farmaceutiche e biologiche
- Unità di formazione e ricerca biomedicale dei Santi Padri
- Unità di formazione e ricerca matematica e informatica
- Unità di formazione e ricerca scientifica e tecnologica delle attività fisiche e sportive
- Istituto universitario di tecnologia